# Bad Boy Chiller Crew
I Bad Boy Chiller Crew sono un gruppo musicale di rapper britannici, caratterizzato da uno stile prettamente drum and bass. Il loro mixtape Disrepectful ha raggiunto la seconda posizione della classifica album britannica. Nel 2021 è stato realizzato un programma televisivo incentrato sulla band da parte della rete televisiva ITV2.

## Storia del gruppo
I Bad Boy Chiller Group si formano nel 2019 a Bradford, firmando accordi con le etichette Rentless e House Anxiety per dare il via alla loro attività discografica. Il loro singolo di debutto 450 dona loro immediata rilevanza nazionale grazie a un piazzamento nella classifica singoli britannica, portando il gruppo a pubblicare il suo primo album Full Wack No Brakes. Nel 2021 continuano a pubblicare singoli, ottenendo un riscontro di pubblico con il brano Don't Worry About Me, che entra in classifica sia nel Regno Unito che in Irlanda. La popolarità acquisita fa sì che il gruppo ottenga un proprio programma televisivo, una docuserie eponima, in onda sulla rete ITV2. Nel 2022 il gruppo ottiene la sua prima top 40 hit nella classifica singoli britannica con BMW e pubblica il mixtape Disrespectful, il quale debutta in seconda posizione nella classifica album britannica dietro a = di Ed Sheeran. Nel luglio successivo pubblicano il singolo When It Rains It Pours.

## Stile e influenze
I membri del gruppo affermano che i loro testi fanno riferimento alla vita quotidiana della classe operaia della zona di Bradford. Parlando del loro stile musicale, i rapper hanno affermato: "Nessuno suona simile a noi, abbiamo un genere musicale tutto nostro. Il nostro stile è molto veloce e totalmente privo di momenti noiosi".

## Formazione
- Gareth Kelly (2020-presente)
- Kane Welsh (2020-presente)
- Sam Robinson (2020-presente)

## Discografia

### Album
- 2020 – Full Wack No Brakes
- 2022 - Disrespectful
- 2023 - Influential

### Mixtape
- 2022 – Disrespectful

### Singoli
- 2020 – 450 (feat. S Dog)
- 2020 – Guns Up
- 2020 – Needed You
- 2021 – Don't You Worry About Me
- 2021 – Hideout (feat. Bru-C)
- 2021 – Footsteps on My Shoes (feat. Jordan)
- 2021 – Free (feat. Chris Nichols)
- 2021 – Bikes N Scoobys
- 2021 – Messages
- 2022 – BMW
- 2022 – Alizé con Gino Bonazzi
- 2022 – Skank All Night (You Wot, You Wot) (con Majestic)
- 2022 – When It Rains It Pours
- 2022 – Renegade
- 2022 – Jurgen Kropper (feat. Local)